# Епископ бачки Гедеон
Гедеон (световно Ђорђе Петровић; Сомбор, 12. новембар 1770 — Нови Сад, 10. новембар 1832) био је епископ Српске православне цркве.

## Световни живот
Епископ Гедеон рођен је као Ђорђе Петровић у Сомбору 12. новембра 1770. године. У Сомбору завршио је основну (граматикалну) школу, у Сегедину је похађао хуманитарне науке, а у Печују филозофију. Пошто је две године провео у Сомбору као канцелиста, отишао је у Пешту, где је завршио право. Карловачку богословију завршио је у Карловцима. Уведен је у чин ђакона 30. јула 1798. године, 6. августа исте године произведен за протођакона, а 8. септембра за архиђакона. У чин презвитера рукоположен је 27. децембра 1799. године.

## Монашки живот
Монашки чин примио је је у манастиру Крушедолу 30. јануара 1800. од архимандрита ковиљског Јована (Рајића), примивши име Гедеон. За протосинђела произведен је исте године на Благовести, а 4. маја 1801. године га је митрополит Стефан (Стратимировић) произвео за архимандрита манастира Крушедола. До избора за епископа био је учитељ Богословског завода у Карловцима.

### Епископско звање
После смрти епископа бачког Јована 1805. године, постао је администратор епархије, а на Видовдан 1807. године посвећен је за епископа бачког. Заслугом епископа Гедеона је Сава Вуковић основао у Новом Саду српску гимназију. Приложио је за Стратимировићево митрополијско благодејаније 2.000 форинти. Епископ Гедеон се постарао да добри професори буду постављени у новооснованој гимназији. Године 1826. основао је задужбину за свештеничке удовице и свештеничку сирочад Епархије бачке.
Умро је у Новом Саду 10. новембра 1832. године и сахрањен у Новосадској Саборној цркви.